# Carlos A. Carrillo (pedagogo)

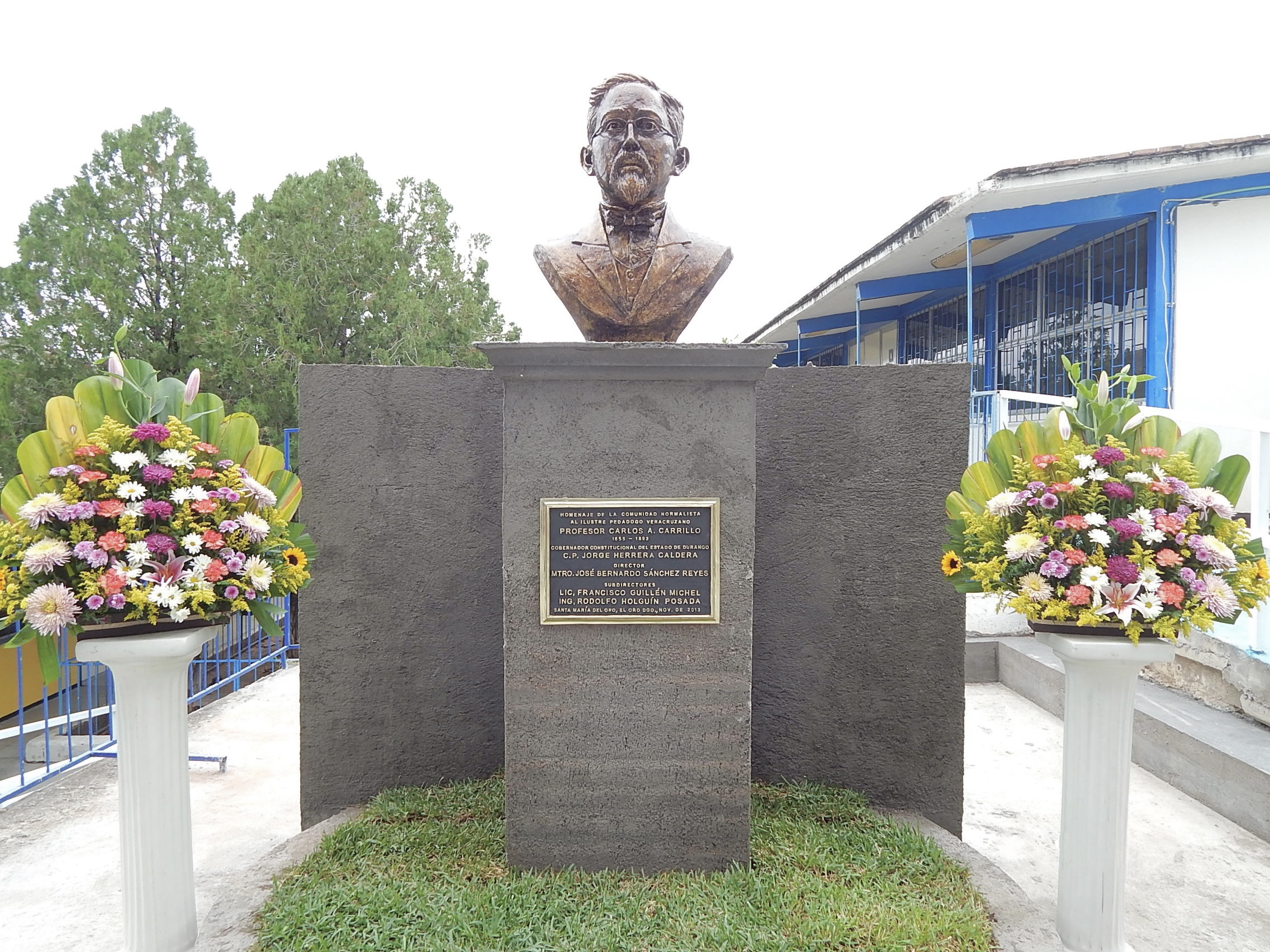
Busto de Carlos A. Carrillo

Carlos A. Carrillo, su nombre completo es Carlos Arturo Carrillo Gastaldi. Pedagogo mexicano del siglo XIX. Nació en Córdoba, Veracruz el 27 de julio de 1855 y murió en la Ciudad de México el 3 de marzo de 1893.

## Infancia y primeros años
Carrillo nació el 27 de julio de 1855 en Córdoba, Veracruz, hijo de José Julián Carrillo y Carmen Gastaldi. Antes del año de nacido, su familia se trasladó a la ciudad de Xalapa, capital del estado de Veracruz, donde Carlos transcurrió su niñez y juventud. A temprana edad empezó a mostrar interés en la redacción, y sus primeros escritos datan de su educación primaria.

## Educación
Los estudios primarios y secundarios los curso obteniendo altas calificaciones y a los trece años entró a estudiar derecho al Seminario Conciliar, posteriormente continuó sus estudios en el Colegio del Estado (Colegio Preparatorio de Xalapa). Tenía facilidad para el aprendizaje de idiomas, dominando el inglés, francés, italiano, alemán, portugués y ruso. No estudió oficialmente para maestro, pero su propio interés en educarse, leyendo la obra de educadores reconocidos, así como sus propias ideas sobre la enseñanza, le hicieron ganarse el reconocimiento como maestro.

## Docencia
Aun siendo alumno en el Colegio del Estado, debido a su preparación, impartió clases en varias materias. El inicio como maestro de niños fue en un colegio llamado Instituto Pestalozzi. Fue tan motivante en la vida este inicio que al poco tiempo abrió su propio colegio en la ciudad de Coatepec al que llamó Instituto Froebel.
En 1886, el gobernador Juan de la Luz Enríquez fundó la Escuela Normal de Xalapa, designando como director al maestro suizo Enrique C. Rébsamen. Carrillo formó parte del cuerpo de catedráticos impartiendo las clases de Español y Caligrafía.
Posteriormente, en la Ciudad de México es nombrado Director de la Escuela Práctica Anexa a la Normal de México, y al final de su vida ocupó el puesto de director de una escuela primaria en la misma ciudad.

## Escritor
En su afán de difundir sus ideas de enseñanza publicaba semanalmente un periódico llamado El Instructor, a este intento le siguió, en 1885, la publicación de una revista educativa llamada La Reforma de la Escuela Elemental. Estas publicaciones fueron reconocidas por el magisterio local y nacional.

## Presencia en el tiempo
Después de su muerte continuó su reconocimiento, así en 1907, cien páginas en Artículos Pedagógicos tomo I, reproducen las ideas de este maestro sobre el problema de la enseñanza y el aprendizaje de la lengua.
También, al paso del tiempo, se ha reconocido su importancia poniéndole su nombre a:
- En 1932, se cambió el nombre al pueblo de San Cristóbal para ponerle Carlos A. Carrillo, en ese entonces en el municipio de Cosamaloapan, Veracruz. A partir de 1996 se convirtió en municipio.
- Escuela Normal de Veracruz Carlos A. Carrillo, ubicada en Xalapa, Ver.
- Escuela Normal Urbana Prof. Carlos A. Carrillo, en Santa María del Oro, Dgo.
- Escuelas primarias en distintas localidades, por ejemplo en Córdoba, Xalapa, en la Ciudad de México, Hueyapan, Tampico y Nuevo Laredo.
- Escuela de bachilleres en: Coatzacoalacos
- Escuela Telesecundaria "Carlos A. Carrillo" Tecomate, Chicontepec, Ver. 30DTV0780L
- Escuela Secundaria General N°3 "Carlos Arturo Carrillo Gastaldí" Córdoba, Veracruz
- En 1980 la Escuela Secundaria General "Carlos A. Carrillo" San Miguel Tlacotepec, Juxtlahuaca, Oax